# Georges Cremers
Ne doit pas être confondu avec Georges Crémer.
Georges Cremers, né en 1936, est un botaniste français.